# 石田章六
石田 章六（いしだ しょうろく）こと朴 泰俊（ぼく たいしゅん, 朝: 박태준、パク テチュン、1932年10月30日 - 2016年10月23日）は、ヤクザ、指定暴力団・六代目山口組顧問、章友会会長、旧柳川組舎弟。 いわゆる「柳川組四天王」の一人。

## 来歴
柳川組初代組長・柳川次郎が柳川組を正式に発足させる以前からの幹部級で、1964年に谷川康太郎が2代目組長に就任すると、谷川の舎弟に直った。 逮捕・勾留された柳川と谷川が1969年4月に三代目山口組組長・田岡一雄に無断で柳川組を解散させると、同年7月、野澤組組長・野澤儀太郎、金田組組長・金田三俊、藤原組組長・藤原定太郎とともに山口組直参に昇格した。
1984年における四代目山口組の発足に伴い舎弟に直り、1989年、五代目山口組発足に伴い舎弟頭補佐に就任して執行部入りした。2005年には六代目山口組の発足に伴い同組顧問に就任。
2016年10月23日、病死。享年83。

## 法規命令
2013年12月19日、アメリカ合衆国財務省は、ISHIDA,ShorokuことPAK,Tae-Chunを国外の著しい犯罪組織とその支持者であるとして、国際緊急経済権限法・大統領令13581号に基づき、アメリカ合衆国司法権の及ぶ範囲の資産凍結、アメリカ人との取引禁止させる制裁対象とした。